# Gardens of the Night
Gardens of the Night ist ein US-amerikanisches Filmdrama aus dem Jahr 2008. Regie führte Damian Harris, der auch das Drehbuch schrieb.

## Handlung
Die 17-jährige Leslie sucht Unterkunft in einem Heim in San Diego. In Rückblenden wird ihre Kindheit gezeigt. Sie wird als siebenjähriges Mädchen von zwei Männern entführt, unter Drogen gesetzt und zur Prostitution gezwungen. In der Gefangenschaft lernt sie den gleichaltrigen Donnie kennen.
Leslie wird mit der Familie zusammengeführt.

## Kritiken
Die Redaktion von www.kino-zeit.de bezeichnete den Film als „heftig“ und als eine „Antithese“ zum „sehr schrillen und sehr aufgeregten Wettbewerbsbeitrag Julia“ von Erick Zonca.

## Auszeichnungen
Der Film nahm an den Internationalen Filmfestspielen Berlin 2008 als Wettbewerbsbeitrag teil, wodurch Damian Harris für den Goldenen Bären nominiert war. Der Goldene Bär ging an den brasilianischen Film Tropa de Elite.

## Hintergründe
Der Film wurde in Los Angeles und in San Diego gedreht. Seine Weltpremiere fand am 9. Februar 2008 auf den Internationalen Filmfestspielen Berlin 2008 statt.